# ペルソナの密告 3つの顔をもつ容疑者
『ペルソナの密告 3つの顔をもつ容疑者』（ペルソナのみっこく みっつのかおをもつようぎしゃ）は、2023年3月24日の金曜 20時00分から21時48分までテレビ東京系で放送されたテレビドラマ。監督は若松節朗、主演は沢村一樹。

## あらすじ
妻を殺害されたことがきっかけで警察を退職して、一人娘とともに穏やかな生活を送っていた元刑事で専業主夫の獅子舞亘。だがそんな穏やかな時間を引き裂くようにして、連続誘拐事件の被疑者である元村周太に呼び出されたのを機に獅子舞は元村の取り調べを担当することとなる。しかし、厄介なことにこの元村という男は瞬時に人格が幾重にも入れ替わるという解離性同一性障害（Dissosiative Identity Disorder、略称：DID）を抱えていたのだ。そもそも元村は如何にして獅子舞の存在を知り得たのか、警察を辞めた獅子舞を呼び戻した理由とは何なのか。元村に試されていると感じた獅子舞は事件の真相に迫るべく刑事に復帰する決意を固める。

## 登場人物

### 主要人物
獅子舞亘
演 - 沢村一樹
元刑事。妻を殺害された事件がきっかけで退職し、現在は専業主夫として娘と暮らしている。
元村周太（周太・バク・カブト・？？？）
演 - 竹内涼真（小学生時代：佐藤遙灯、幼少期：三浦綺羅）
児童連続誘拐事件の被疑者。人格が幾重にも入れ替わる解離性同一性障害（DID）を抱えており、攻撃的な性格の青年・バク、IQ200の7歳の少年・カブトという交代人格が存在する。

### 獅子舞家
獅子舞音
演 - 畑芽育（10歳時：太田結乃）
亘の娘。幼少期、目前で母親が殺害される光景を目にして、DIDを患う。
獅子舞唯
演 - 矢田亜希子（特別出演）
獅子舞の亡妻。政治記者。7年前、何者かに絞殺され、遺体を岸壁から海に遺棄される。

### 千葉県警浦浜署 捜査第一課
落合圭人
演 - 森永悠希
刑事。
郷田修一
演 - 勝村政信
係長。獅子舞の捜査一課時代の同僚。
宮内治
演 - 大鷹明良
管理官。獅子舞の捜査一課時代の上司。
刑事
演 - 伊原侑蔵、宮下修司

### その他
高城智子
演 - 馬渕英里何
うらはま市長。
高城桃
演 - 吉田萌果
児童誘拐事件の第3の被害者。市長の娘。
外山昭人
演 - 萩原聖人
市長秘書。
松下勝則
演 - 飯田基祐
資産家。事件の発端となる一家の父。
松下勝則の妻
演 - 丸岡真由子
松下翔
演 - 湯田幸希
児童誘拐事件の第1の被害者。松下の息子。
松下健
演 - 山岸晴/山岸暖
松下勝則の息子
日向武雄
演 - 越村友一
日向不動産社長。
日向莉々
演 - 寺田藍月
児童誘拐事件の第2の被害者。日向不動産社長の娘。
藤井剛
演 - 三浦海里
養護施設「あじさい愛児園」時代からの元村の友人。
雪村叶恵
演 - 伊藤かずえ
廃業した井上病院の精神科医。元村の担当医。
宮永はるか
演 - 糸瀬七葉
若葉メンタルクリニックの看護師。
元村周太の母
演 - ふるかわいずみ
元村が5歳の時に死去した実母。
シェフ、支配人
演 - 内倉憲二、加倉幸の助
日向一家が訪れたレストランの従業員。
獅子舞家の近所の主婦
演 - 文月あや、伊藤麻実子（役名：佐藤）、古田衣美（役名：後藤）
清掃員
演 - 小石周平
大澤清掃サービスでの元村の同僚。
教諭
演 - 椙山さと美
私立桜浜学園高校の教員。
アナウンサー
演 - ラブ守永
うらはま市連続児童誘拐事件の容疑者・藤井剛が逃走中に死亡したニュースを伝える。
アナウンサー
声 - 松丸友紀（テレビ東京アナウンサー）
7年前、うらはま市長選挙での高城智子の当選を伝える。

## スタッフ
- 監督 - 若松節朗
- 脚本 - 大北はるか
- 音楽 - 住友紀人
- 助監督 - 村谷嘉則
- 絵画協力 - 徳永俊輔
- アクション - 劔持誠
- 技術協力 - アップサイド、サウンドライズ
- 美術協力 - 東京美工
- プロデューサー - 田淵俊彦、神山明子（メディアプルポ）
- 制作協力 - メディアプルポ
- 製作著作 - テレビ東京